# Комсомольське (Чечня)
Комсомольське (чеч. Боти-Йурт, рос. Комсомольское) — село у Гудермеському районі Чечні Російської Федерації.
Населення становить 5129 осіб (2019). Входить до складу муніципального утворення Комсомольське сільське поселення.

## Історія
Згідно із законом від 27 лютого 2009 року органом місцевого самоврядування є Комсомольське сільське поселення.

## Населення
| 1990  | 2002  | 2010  | 2012  | 2013  | 2014  | 2015  |
| ----- | ----- | ----- | ----- | ----- | ----- | ----- |
| 2415  | ↗3105 | ↗4392 | ↗4540 | ↗4660 | ↗4775 | ↗4846 |
| 2016  | 2017  | 2018  | 2019  |       |       |       |
| ↗4899 | ↗4990 | ↗5060 | ↗5129 |       |       |       |